# 中板路
中板路，是位於中華民國新北市中和區西北部的一條道路，為新北市區道北92線（埔墘－漳和）的一部分，東起中原街口，西至環中路口，全長約325公尺，因連接中和區及板橋區而如此命名。

## 歷史
臺灣日治初期，今中板路為擺接堡內永和庄（舊制街庄，今中和區中原里一帶，與今永和區無關）芎蕉腳聚落前往埔墘庄地區埔墘聚落必經道路中位於永和庄轄區內的一小段，在1904年（明治37年）出版的《臺灣堡圖》上已有繪出。
1920年（大正9年）10月1日，臺灣地方行政區劃大變動，永和庄改制為永和大字，隸屬於臺北州海山郡中和庄（新制街庄）。戰後中和庄改制為中和鄉（今中和區），隸屬於臺北縣（今新北市），永和大字亦改制並改名為「中原村」。
1961年（民國50年），該道路連同芎蕉腳聚落連接昔日同庄水尾聚落、漳和庄枋藔聚落的道路一併編為臺北縣的鄉道（今新北市區道）北92線，之後鮮少有改線、改道。該鄉道只有最西邊一小段隸屬於板橋鎮（今板橋區），其餘均隸屬於中和鄉。由於中和鄉大部分路段位於昔日永和庄境內，故市區街道名稱命名為「永和路」。
1958年（民國47年）4月1日，中和鄉分割出部分地區設立永和鎮（今永和區，其範圍及命名皆與昔日永和庄無關）。其後因為永和、中和兩鄉鎮（曾先後升格為縣轄「市」，今皆為直轄市「區」）轄區緊鄰，又皆有「永和路」及其他同名街道，造成外地人的困擾。有人結合同名橋梁與街道不相連接的問題，編成繞口令，並廣為流傳。歌手王仁甫還將其所屬演唱團體5566作品《傳說》中的饒舌片段改編成饒舌歌曲《中永和路名》。

北92線與新北環快示意圖，中板路為左上方紅色實線段的右半部；左半部為板橋區三民路二段245巷

隨著台北盆地的都市化發展，台北縣政府興建新北環河快速道路時連帶徵收新店溪畔環河道路土地，部分地區並進行市區重劃，導致北92線暨永和路變得支離破碎。對民眾而言，永和路門牌號碼的尋找變得更加困難。
為了解決民眾的困擾，新北市政府民政局於2016年12月15日核定，把位在中和境內西北端的這一段永和路，改名成「中板路」。

## 鄰近道路
- 立德街
- 中原街
- 環中路
- 中正路

## 交通

### 捷運
台北捷運環狀線捷運中原站

## 鄰近設施
- 東西向快速公路－八里新店線